# Untermatrix

Eine Untermatrix entsteht durch Streichen bestimmter Zeilen und Spalten einer Matrix, hier der zweiten Zeile und der vierten Spalte.

Eine Untermatrix, auch Teilmatrix oder Streichungsmatrix, ist in der Mathematik eine Matrix, die durch Streichen von Zeilen und Spalten aus einer gegebenen Matrix entsteht. Eine Untermatrix einer quadratischen Matrix, bei der die gleichen Zeilen und Spalten gestrichen werden, wird auch als Hauptuntermatrix bezeichnet. Untermatrizen werden unter anderem zur Definition der Minoren und der Kofaktoren einer Matrix verwendet. Sie spielen eine wichtige Rolle im laplaceschen Entwicklungssatz der Determinante einer Matrix.

## Definition
Ist {\displaystyle A=(a_{ij})\in K^{m\times n}} eine Matrix über dem Körper {\displaystyle K}, dann ist eine Untermatrix {\displaystyle A_{IJ}} von {\displaystyle A} eine Matrix, die dadurch entsteht, dass die Zeilen der Indexmenge {\displaystyle I\subseteq \{1,\ldots ,m\}} und die Spalten der Indexmenge {\displaystyle J\subseteq \{1,\ldots ,n\}} aus {\displaystyle A} gestrichen werden, das heißt:
{\displaystyle A_{IJ}=(a_{ij})_{i\in \{1,\ldots ,m\}\setminus I,j\in \{1,\ldots ,n\}\setminus J}}
Die Untermatrix {\displaystyle A_{IJ}} besitzt dann {\displaystyle m-|I|} Zeilen und {\displaystyle n-|J|} Spalten. Im Fall einelementiger Indexmengen schreibt man auch kurz {\displaystyle A_{ij}} statt {\displaystyle A_{\{i\}\{j\}}}. Falls {\displaystyle m=n} und {\displaystyle I=J} sind, wird eine Untermatrix
{\displaystyle A_{I}=A_{II}}   bzw.   {\displaystyle A_{i}=A_{ii}}
auch als Hauptuntermatrix bezeichnet. Gelegentlich wird eine Untermatrix auch dadurch notiert, dass die Zeilen und Spalten, aus denen sie besteht, als Indizes angegeben werden. Man schreibt dann:
{\displaystyle A_{IJ}=(a_{ij})_{i\in I,j\in J}}
Im Folgenden wird jedoch erstere Notationsvariante verwendet. Untermatrizen, die aus aufeinanderfolgenden Zeilen- und Spaltenindizes aufgebaut sind, bilden einen Block einer Matrix.

## Beispiel
Gegeben sei die reelle Matrix
{\displaystyle A={\begin{pmatrix}1&2&3&4\\5&6&7&8\\9&10&11&12\end{pmatrix}}\in \mathbb {R} ^{3\times 4}},
dann ist die Untermatrix
{\displaystyle A_{23}=A_{\{2\}\{3\}}={\begin{pmatrix}1&2&4\\9&10&12\end{pmatrix}}\in \mathbb {R} ^{2\times 3}}
diejenige Matrix, die durch Streichung der zweiten Zeile und der dritten Spalte entsteht.

## Verwendung
Jede Matrix {\displaystyle A\in K^{m\times n}} mit Rang {\displaystyle r} besitzt eine quadratische Untermatrix {\displaystyle A_{IJ}\in K^{r\times r}}, sodass
{\displaystyle \operatorname {rang} (A_{IJ})=\operatorname {rang} (A)}
gilt und ihre Determinante
{\displaystyle \operatorname {det} (A_{IJ})\neq 0}
ist. Eine solche Untermatrix kann beispielsweise mit Hilfe des gaußschen Eliminationsverfahrens gefunden werden. Die Determinante einer quadratischen Untermatrix wird auch als Minor oder Unterdeterminante bezeichnet. Die Determinante einer Hauptuntermatrix heißt entsprechend Hauptminor. Die Determinanten der Untermatrizen {\displaystyle A_{ij}} einer quadratischen Matrix {\displaystyle A} werden mit alternierenden Vorzeichen versehen Kofaktoren
{\displaystyle {\tilde {a}}_{ij}=(-1)^{i+j}\operatorname {det} (A_{ij})}
der Matrix genannt. Mit Hilfe der Kofaktormatrix {\displaystyle {\tilde {A}}=({\tilde {a}}_{ij})} kann die Inverse der Matrix {\displaystyle A} explizit angegeben werden. Untermatrizen spielen auch eine wichtige Rolle im laplaceschen Entwicklungssatz der Determinante einer Matrix und im Satz von Binet-Cauchy zur Bestimmung der Determinante des Produkts zweier Matrizen.